# Ирменах
Ирменах (њем. Irmenach) општина је у њемачкој савезној држави Рајна-Палатинат. Једно је од 107 општинских средишта округа Бернкастел-Витлих. Према процјени из 2010. у општини је живјело 732 становника. Посједује регионалну шифру (AGS) 7231501.

## Географски и демографски подаци
Ирменах се налази у савезној држави Рајна-Палатинат у округу Бернкастел-Витлих. Општина се налази на надморској висини од 445 метара. Површина општине износи 16,4 km². У самом мјесту је, према процјени из 2010. године, живјело 732 становника. Просјечна густина становништва износи 45 становника/km².